# 镇江之战 (1842年)
镇江之战发生于道光二十二年六月（1842年7月），第一次鸦片战争期间，是英国远征军为进攻清朝战略要地镇江同清军进行的一场战役。此战是英军在第一次鸦片战争历次作战中投入兵力最多的一次，也是伤亡最重的一次。镇江之战是第一次鸦片战争的最后一战，此战失败后清朝政府與英国签订《南京条约》。

## 缘起
1840年第一次鸦片战争开始后，英军在广东和福建等地发起进攻，虽然取得进展，但亦受到清朝军队的抵抗。为尽快结束战争，英军改变军事策略，于1841年9月从厦门北上舟山，转攻清朝的经济重地浙江沿海地区，陆续攻陷了浙东之定海、镇海、宁波等地。在英军占领浙东期间，为寻求尽快实现其目的之途径，对清朝的政治、经济、地理等情况，作了进一步的调查分析，认为：北京虽为京师要地，但比较贫瘠，清政府的物资银财主要仰给于南方各省，并经由运河输送。如进攻北京，清政府必迁都于更远的内地，届时难以找到谈判的对象，势必迁延时日，达不到迅速结束战争的目的。同时，清政府正全力加强北京一带防务，对长江的防御则未予重视。只要沿着长江攻入江苏、安徽，占领南京，控制京杭大运河，并占领乍浦和上海，扼住主要的航道，切断清朝的漕运咽喉命脉，最终使清政府求和妥协。

## 战前准备

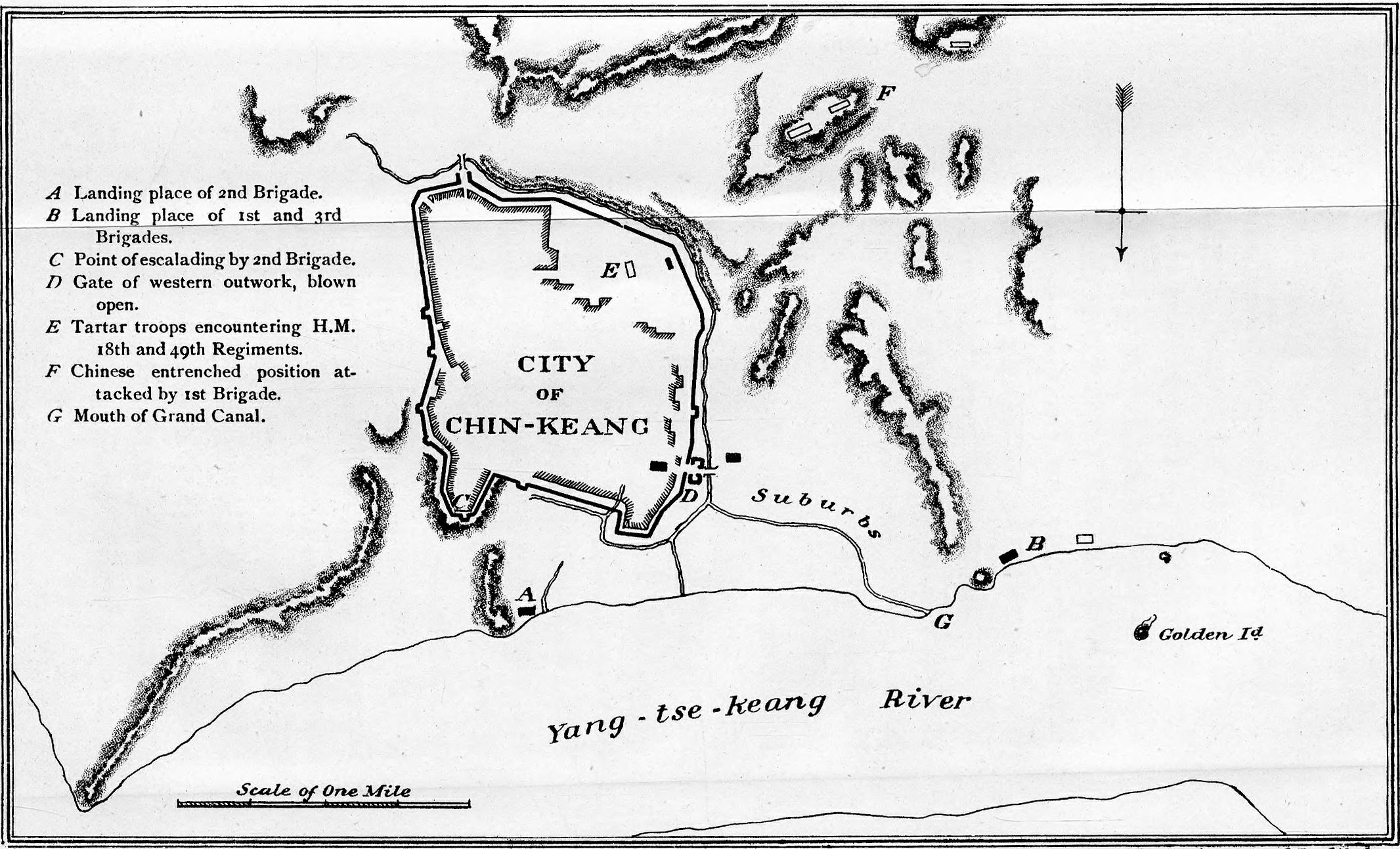
1903年英國人出版的镇江地图

### 英国
英国方面在确定扬子江战役计划后，将进攻发起时间选在春夏之交，因为那时正是粮食等物资北运的季节。自1841年9月至1842年4月，英军陆续从印度向中国战场调兵，这批奉调来华的海陆军，计有军舰七艘和陆军约七个团，从而使英军在中国战场共“拥有军舰二十五艘，载炮六百六十八门，轮船十四艘，载炮五十六门，医院船、测量船及其他船舰共九艘，另有大量辅助作战的运输舰。地面部队，除了炮兵以外，有步兵一万余人”。从1842年5月上旬开始主动从浙东一带收缩兵力，集中兵力从长江口进攻，相继攻占乍浦、吴淞、等地。此后，英军集结兵力于长江口外，扬言北上京津，实则准备溯江西进镇江，切断中国内陆交通“大动脉”京杭大运河。

### 清朝
早在1841年冬，道光帝即风闻英军可能进犯上海，曾谕令新任两江总督牛鉴加以防备。但牛鉴却认为，“下游之堵御既严，瓜洲之防护又密”，英舰“断不敢飞越数百里重兵驻守之地，冒险入江，阻我漕运”，结果未有效加强在长江一带防务，导致英军相继攻陷乍浦和吴淞。1842年6月，英军攻陷吴淞口后扬言北上，清廷中计，催促耆英、伊里布等由浙江驰赴江苏，会同牛鉴“办理夷务”，加紧议和的同时紧急从华北、东北调集援兵，加强京津地区防务，而对于长江下游的防务，仍未予以足够重视。只是同意由浙江调兵二千，协助江苏驻军（五六千名）防守沿江要隘及江宁府，其中镇江守军有旗兵1,583名（包括400名青州兵）；西南郊的汉兵有2,700名，由满族将领海龄指挥。

## 作战过程

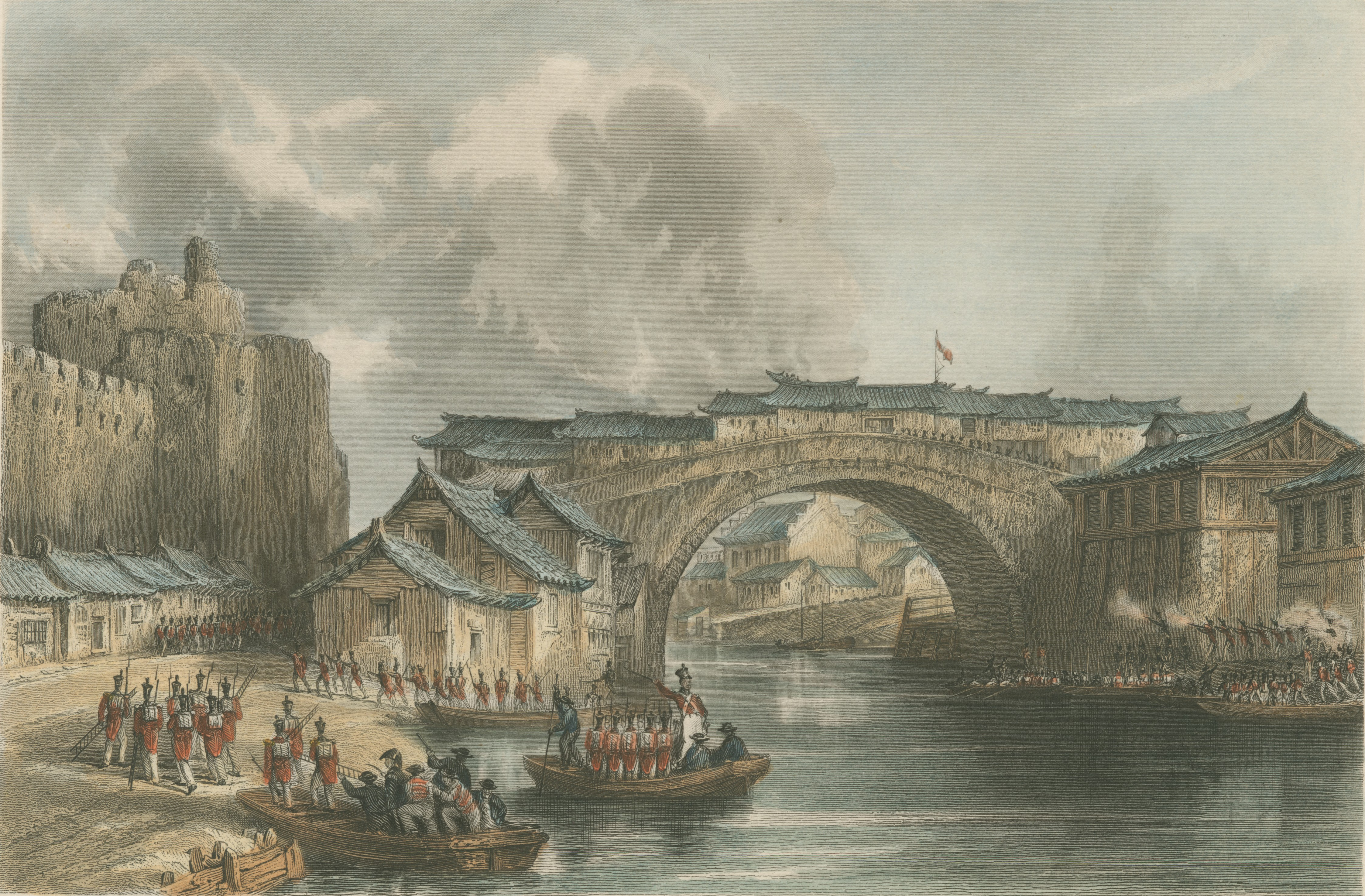
進攻西門的英軍

1842年7月初，英军援兵全部抵达，璞鼎查、威廉·巴加和臥乌古随即于7月6日率领十一艘军舰、九艘轮船、四艘运兵船和四十八艘运输船，装载陆军一万余人，驶离吴淞口，溯长江而上。所有舰船编组成先锋舰队和五个纵队，每个纵队有八至十三艘运输船，由一艘战舰率领（第三纵队由一艘运兵船率领），并接受该舰舰长的指挥。每纵队之间保持三至五公里距离。沿途以测量船为先导，边测量，边前进。另外，英军在吴淞口留有军舰两艘，用以封锁长江口，保证后路安全。:64-65英军西进过程中，福山、鹅鼻咀和圌山等长江险隘处的炮台守军，因兵力薄弱，稍事抵抗，即弃阵而走。
7月14日下午，英军摧毁镇江东面五十里的圌山关炮台（有炮二十门）。之后，因风小暂停西进，只派测量船继续上驶，进行侦察。17日，大队英舰进入镇江江面，随即封锁瓜洲运河北口，阻断漕运。
镇江位于长江和运河的交会处，是运河的咽喉，江宁的屏障。镇江城雄峙长江南岸，西北有金山，东北有北固山、焦山、象山。战前，由副都统海龄率旗兵一千六百名、绿营兵四百名驻守。城内大炮因已大多调运吴淞，仅留下数门。英军攻占吴淞后，四川提督齐慎（4月授参赞大臣，赴浙防英）带江西兵千余名、湖北提督（6月署江南提督）刘允孝带湖北兵千余名仓卒赶到，驻扎城外，协助防守。但在英军兵临城下的危急时刻，将领间互不协同，各自为战，没有集中统一的指挥。海龄未派部队控制金山与北固山等制高点，而将全部旗兵收缩城内，紧闭四门，禁止任何人出城，并以通敌为由，捕杀城内居民百余人。海齡說滿城都是漢奸，應該殺光，把一門大砲運到紅旗口，擺出對城轟擊的姿態，居民因四门紧闭，只能束手待斃。一難民說英軍本計畫22日攻城，聽說此事下令立即攻城，且不准用大砲，免傷百姓。
巴加和卧乌古曾亲自登上镇江西北的金山寺，察看周围地形，所见到的景象是：坚固的城墙上没有士兵守卫，只有城西南的半山坡上新建了三座军营。于是英方判断，清军主力可能已经撤至城外，进攻镇江城将不会遇到什么抵抗。
英军进攻吴淞时，主要由海军担任，而进攻镇江，则主要由陆军负责。参战的陆军共6,915人，编为第一、二、三旅和炮兵旅。第一旅（2,318人）、第三旅（2,155人）和炮兵旅担任主攻，矛头主要指向镇江西南郊高地的清军；第二旅（1,832人）担任助攻，指向镇江东北，主要任务是牵制和分散清军兵力。
7月21日晨，英军开始进攻。右翼的第一、第三旅和炮兵旅在镇江西北的金山附近未遭抵抗即顺利登陆。第一旅上岸后，为分割城内外清军，直指西南山坡上的清军兵营。经过数小时激战，清军不支，齐慎、刘允孝率部退往新丰镇（今江苏丹阳北）。英军第三旅登岸后，则沿着西城根，进攻西门。
与此同时，英军第二旅在北固山一带登岸，直薄城下，冒着清军的炮火，蜂拥爬梯登城。守城旗兵誓死抵抗，有的把英军推下城去，有的扭住一起跳下城墙。上午10时许，北门被打开，大队英军冲入城内，向西门方向进攻。
进攻西门的英军第三旅遭到清军的阻击，城门久攻不下。中午，英军一个爆破小队在炮火掩护下，用三个火药包（火药160磅）将瓮城门炸开。此时，由北门冲向西门的英军已将内城门打开，于是大队英军由西门蜂拥而入。
进攻镇江的英军遭到守城清军的强力抗击，英军攻入城内后，守城的旗兵从巷道内涌出，与英军展开激烈的巷战和肉搏战。许多旗兵战前杀死自己的妻儿，然后才参加与英军的战斗。将士们「血积刀柄，滑不可握，犹大呼杀贼」。最终，守卫镇江城的旗兵以极大的伤亡代价，使英军死伤160多人，是自第一次鸦片战争爆发以来最重的伤亡。海龄督战到最后一刻，最后自杀身亡。
英军破城后大肆烧杀，“毁城垣，焚衙署，纵黑鬼奸淫妇女，道路死伤枕藉”。英国参战军人回忆“只要是真实的回忆，就可觉得这颗心很难说是有人道的了。但即使是心肠最硬、资格最老，以杀人越货为生的人，看到这种悲惨景象也不能无动于衷的。”

## 后续行动
英军在镇江的军事行动，成功的切断了京杭大运河漕运，沉重打击了清朝经济命脉。7月16日，道光帝就密谕耆英，只要英国息战退兵，便同意割让香港，并增开通商口岸。镇江失守后，道光帝决心专意“议抚”，并授权耆英、伊里布“便宜行事，务须妥速办理，不可稍涉游移”，并令奕经所率援军暂缓由浙赴苏，“以免该逆疑虑”。然而，英方对清朝方面的“羁縻”置之不理，决心打到江宁，以争取更大的砝码。8月3日，英国远征军留下一部分兵力守卫镇江，主力舰队开始向江宁开进，9日抵达江宁江面。11日，英国陆军在观音门附近登岸，军舰摆开了攻城的架势。同日，耆英自无锡赶到江宁，在英国军队的武力威慑下，开始与英方议和。

## 结局
在8月14日和谈中，英方在谈判中以武力迫使清政府全部接受英方提出的条件。接着，道光帝先后发出了“不得不勉允所请，借作一劳永逸之计”和“各条均准照议办理”的谕旨。29日，耆英、伊里布、牛鉴等在英军旗舰“皋华丽号”上与英方全权代表璞鼎查签订了 《南京条约》（即《江宁条约》），条约签订后，英军舰船陆续撤往定海一带，第一次鸦片战争正式结束。

## 图片集

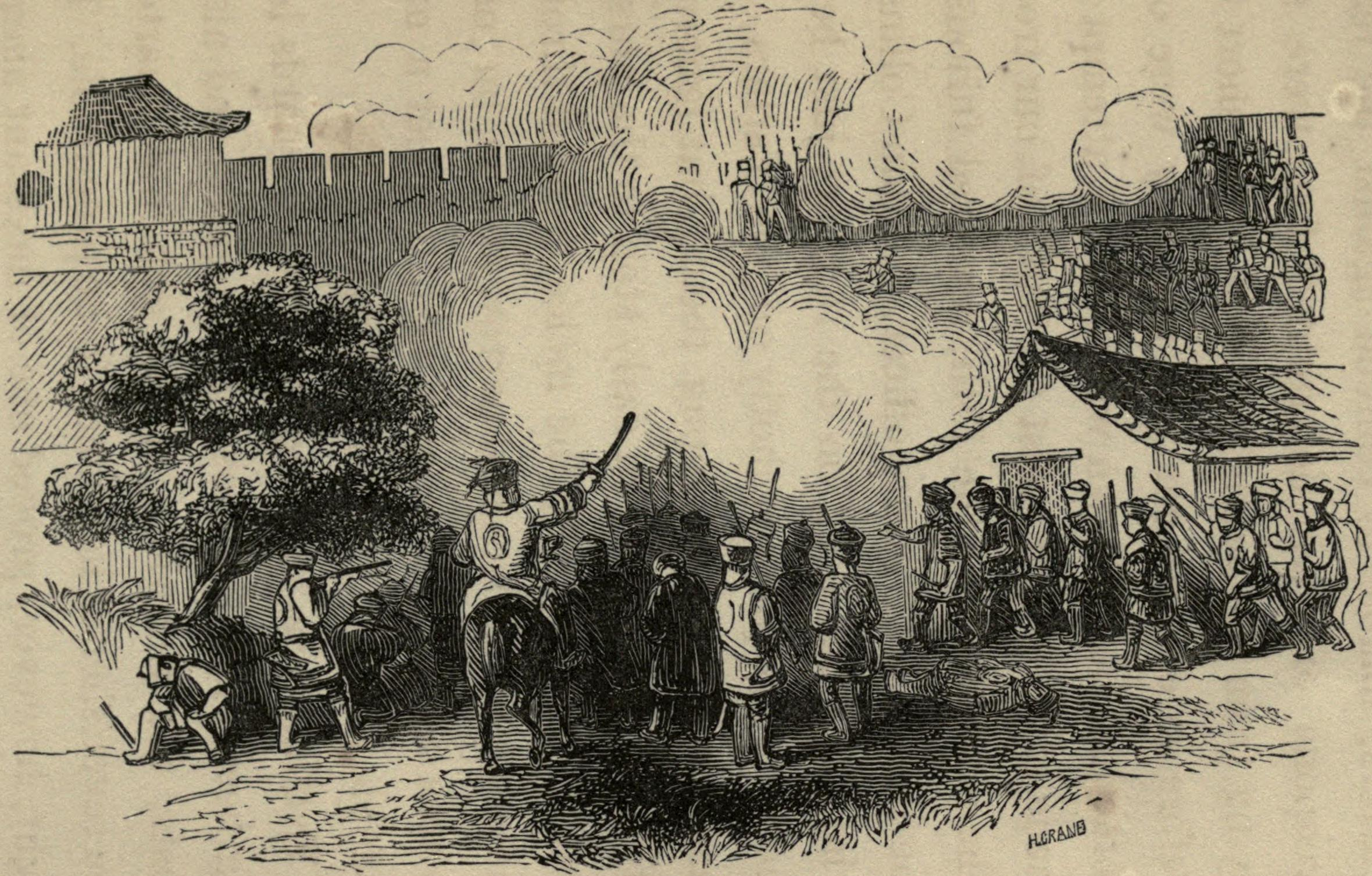
清軍在鎮江城內迎擊英軍
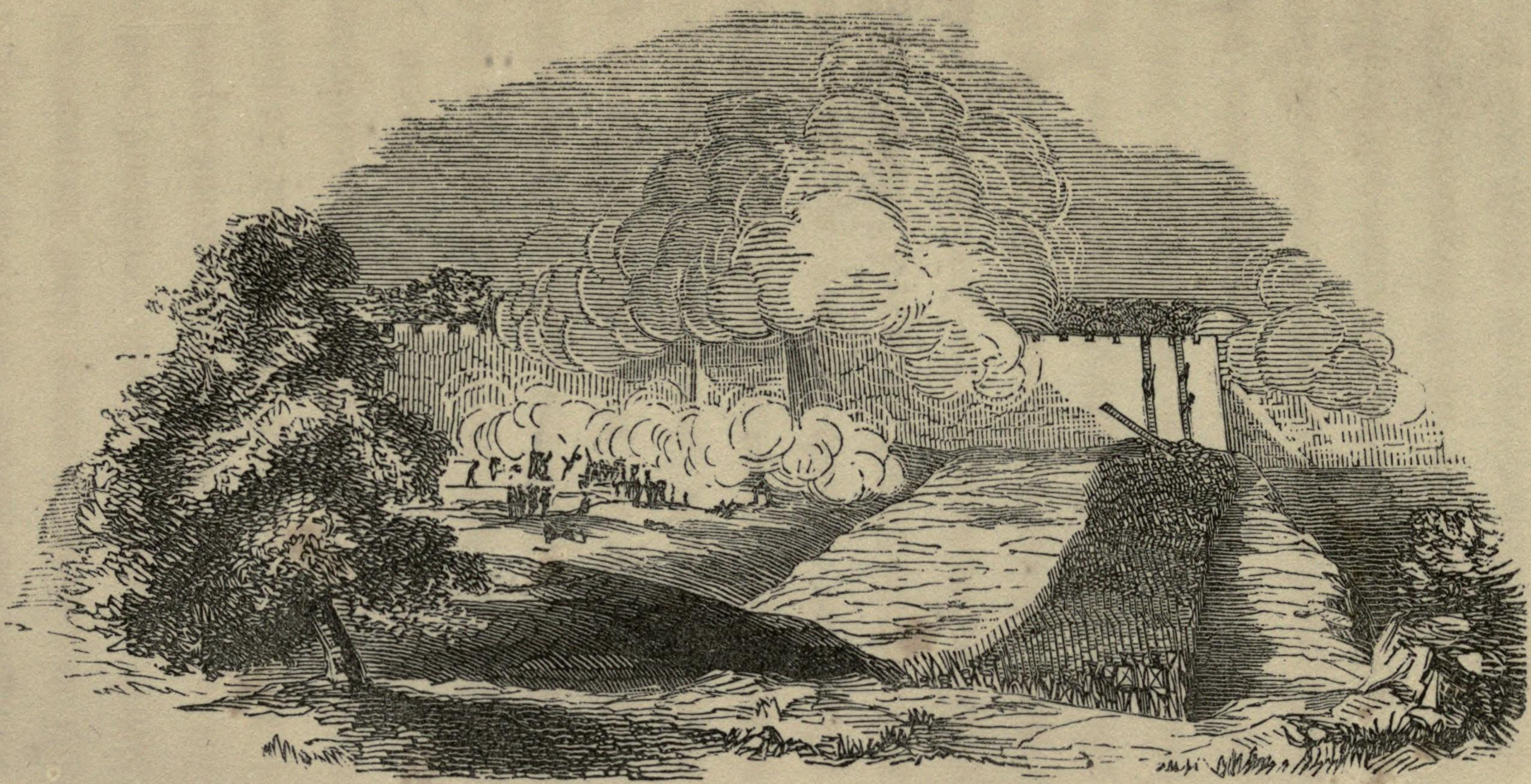
云梯
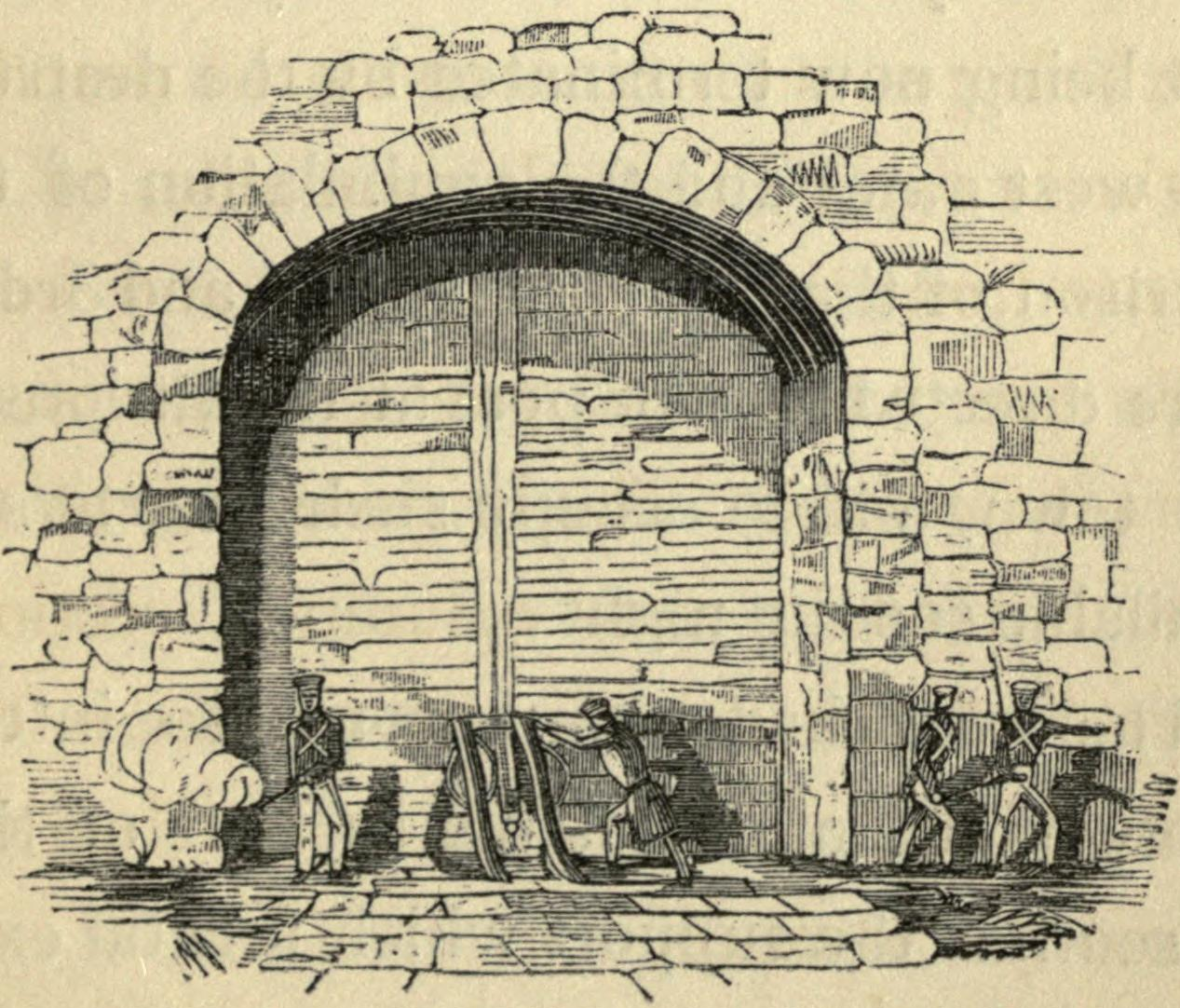
英軍準備炸開城门